# Бабируса
Бабируса или молучка бабируса (Babyrousa babyrussa) је врста сисара из породице свиња (Suidae). То је необична врста свиње која насељава молучка острва Буру, Манголе и Талиабу. Позната је по великим кљовама. Према традиционалној класификацији ова врста је укључивала као подврсте остале врсте из рода Babyrousa (до 2001), али данас се оне сматрају посебним врстама због разлика у морфологији.

## Распрострањење
Ареал врсте је ограничен на три индонежанска острва (Буру, Манголе и Талиабу), која су једино познато природно станиште врсте. Укупна површина коју ова врста насељава не прелази 20.000 km².

## Станиште
Станишта врсте су шуме, речни екосистеми и слатководна подручја.

## Угроженост
Ова врста се сматра рањивом у погледу угрожености врсте од изумирања, а главну претњу представљају лов и уништавање станишта.